# Захаренко Іван («Грань»)
Іван Захаренко (псевдо:. «Грань») (12 червня 1908, Велика Лепетиха — жовтень-листопад 1950, поблизу с.Зарванці) — український військовик, хорунжий УПА, псевдо «Грань», лицар Золотого Хреста бойової заслуги І класу. Відомий ліквідацією заступника міністра оборони Польщі генерала Кароля Свєчревського.

## Служба в Червоній Армії
Закінчив 4 класи початкової школи, працював машиністом. Відслужив у Червоній Армії у 1929–1930 рр., де отримав звання старшого сержанта. Вдруге мобілізований у 1939 р., наступного року став лейтенантом. Обставини, за яких І. Захаренко опинився в Західній Україні, невідомі. Можна припускати, що тут дислокувалася його військова частина і під час її відступу він залишився. В реєстрах повстанців зазначено, що його служба в ЧА закінчилася у 1941 р.

## У лавах УПА
В УПА І. Захаренко потрапив у липні 1944 р. Спочатку був стрільцем, від жовтня 1944 р. — ройовим, а від лютого 1945 р. — чотовим у першій сотні «Веселого» куреня «Рена» (згодом сотня «Ударник-1», відділ № 94), діяв у Карпатах, на Лемківщині. 21 березня 1945 р. відзначився у бою з НКВД у с. Струбовиська. Після бою 2 квітня 1945, коли загинув ст. бул. «Веселий» і сотня була розбита, зібрав тих, хто розбіглися або хворіли. Це дало можливість відновити відділ, який у червні очолив Франц Григорович-«Дідик». В цей час «Грань» перехворів тифом.
Повстанець Степан Дубницький із першої чоти сотні «Ударник-1», якою командував І. Захаренко, так описував свого командира:
|  | Мав сині очі, короткі вуса і лису голову. На голові завжди носив шапку, яку називали петлюрівкою. Був повільним, але відважним та завзятим вояком. |

.
У повстанських документах того часу він характеризувався командуванням як «добрий жовняр». Наказом УПА-Захід ч. 18 від 1 березня 1946 р."Граневі" признано ступінь старшого булавного УПА з датою 1 січня 1946 р.
Через тертя із поручником «Дідиком» І. Захаренко за власним проханням у 1946 р. був переведений у сотню «Ударник-5» (відділ № 95 -а командир — хорунжий Степан Стебельський-«Хрін»), де також виконував обов'язки командира чоти. Саме у цьому відділі «Грань» зі своєю чотою здійснив цілий ряд успішних бойових акцій, вершиною яких була ліквідація К. Свєрчевського.
Після виселення українців Лемківщини під час акції «Вісла», І. Захаренко влітку 1947 р. перейшов з групою повстанців (зокрема «Степаном» та «Іваськом» із сотні «Хріна») на територію Львівського краю ОУН. Зберігся документ, в якому надрайонний провід ОУН Миколаївщини — Щиреччини 12 липня 1948 року повідомляє командира «Граня» про те, що той відзначений Золотим Хрестом бойової заслуги 1 кл. В цьому терені перебували і інші повстанські командири Лемківщини, зокрема колишній командир тактичного відтинка ТВ-«Лемко», майор Мізерний Василь-«Рен»-«Лоза» (виконував обов'язки окружного організаційного референта Городоччини, навесні 1949 р. повернувся в Карпати) та колишній командир сотні поручник «Стах» (загинув взимку 1948–1949 рр. у с. Колодруби Миколаївського району). 2 вересня 1948 р. наказом ГВШ ч. 2/48 «Грань» підвищений до ступеня хорунжого УПА з датою старшинства 22 січня 1947 р.
Восени 1950 року Івана Захаренка було заочно засуджено до смертної кари за злочини перед ОУН, такі як недисциплінованість, спробу легалізації, моральний упадок, невиконання завдань підпілля тощо. Приблизно у жовтні-листопаді цього ж року, Захаренко був розстріляний у лісі поблизу села Зарванці Вінницької області, і похований там же.

## Родина
Невідомі подробиці його життя до 1944 р., зокрема, немає відомостей про сім'ю, хоча у документах зафіксовано, що він був одружений.

## Див також
- Лицарі ОУН та УПА